# Huilaea
Huilaea é um género botânico pertencente à família Melastomataceae.

## Espécies
- Huilaea ecuadorensis, Wurdack
- Huilaea kirkbridei, Wurdack
- Huilaea macrocarpa, L.Uribe
- Huilaea minor, (L.Uribe) Lozano & N.Ruiz
- Huilaea mutisiana, L.Uribe
- Huilaea occidentalis, Lozano & N.Ruiz
- Huilaea penduliflora, Wurdack

1. ↑  «Huilaea — World Flora Online». www.worldfloraonline.org. Consultado em 19 de agosto de 2020